# Sonata da camera
Sonata da camera được dịch theo nghĩa đen có nghĩa là sonata thính phòng và được sử dụng để mô tả một nhóm nhạc cụ thiết lập thành ba hay bốn chương khác nhau, bắt đầu với một prelude hoặc sonata nhỏ như một giới thiệu cho các chương theo sau.
Sonata da camera có nguồn gốc từ Roma vào cuối thế kỷ 17 từ khi Arcangelo Corelli đã viết hai biến thể khác nhau của sonata. Các nhạc cụ phổ biến nhất trong sonata da camera là hai violin và bass.